# Aedes sangitee
Aedes sangitee är en tvåvingeart som beskrevs av Sathe och Girhe 2002. Aedes sangitee ingår i släktet Aedes och familjen stickmyggor.
Artens utbredningsområde är Maharashtra (Indien). Inga underarter finns listade i Catalogue of Life.